# スピリドン・プーチン

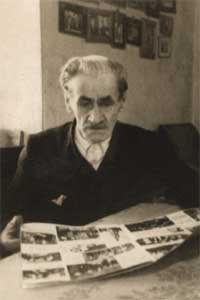
スピリドン・プーチン

スピリドン・イワノヴィチ・プーチン (ロシア語: Спиридон Иванович Путин、ラテン文字転写の例：Spiridon Ivanovich Putin、1879年12月19日 - 1965年3月8日）は、ロシアの料理人。レーニンとスターリンの料理人であり、ロシア連邦大統領のウラジーミル・プーチンの祖父。

## 略歴
トヴェリ州出身。第一次世界大戦中、彼はサンクトペテルブルクの高級ホテル「アストリア」の料理長の職にあり、ラスプーチンの給仕を行っていた。革命後、彼はモスクワ地方のダーチャでレーニンとスターリンの料理人を務めた。1953年にスターリンが亡くなった後、スピリドン・プーチンとその妻オルガは、1965年に亡くなる直前まで、モスクワ地方のイリンスコエにあるソ連共産党関係者向けの宿泊施設で働いていた 。
死後、サンクトペテルブルクのセラフィモフスコエ墓地に埋葬されている。

## 人物
祖父については長い間知られておらず、2018年、国営メディアが制作したドキュメンタリー映画『プーチン』で、ウラジーミル・プーチンは、祖父がレーニンとスターリンの両方の料理人を務めていたことを明らかにした。